# Atlantika

Atlantika

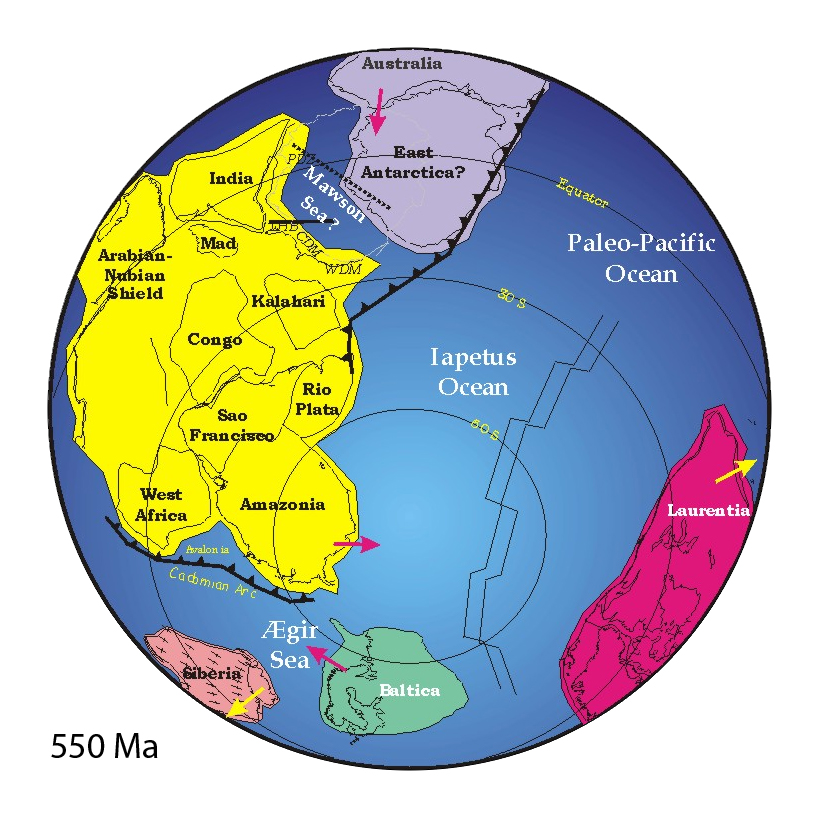
Rekonstruktion av jorden för cirka 550 miljoner år sedan där Atlantikas kratoner bildar västra Gondwana

Atlantika (grekiska: Ατλαντικα;) var en urtida kontinent, som anses ha bildats under Proterozoikum för cirka 2 miljarder år sedan och låg där man i dag hittar Västafrika och östra Sydamerika. Namnet lanserades 1996 av John Rogers, som gav kontinenten sitt namn, då den efter sin delning kom att bilda Sydatlanten.